# 274084 Baldone
274084 Baldone este un asteroid din centura principală de asteroizi.

## Descriere
274084 Baldone este un asteroid din centura principală de asteroizi. A fost descoperit pe 3 ianuarie 2008 la Baldone de Kazimieras Černis și Ilgmārs Eglītis. Asteroidul prezintă o orbită caracterizată de o semiaxă mare de 2,40 ua, o excentricitate de 0,18 și o înclinație de 3,9° în raport cu ecliptica.